# Goličica
Goličica je 2101 meter visoka gora v Julijskih alpah.
Vrh se nahaja v grebenu jugozahodno od Razorja in Planje, do njega pa vodi zahtevna neoznačena steza od Mlinarice.